# Hradzianka (stacja kolejowa)
Hradzianka (biał. Градзянка, ros. Гродзянка) – stacja kolejowa w miejscowości Hradzianka, w rejonie osipowickim, w obwodzie mohylewskim, na Białorusi. Jest to stacja końcowa linii.